# Woodsia neomexicana
Woodsia neomexicana là một loài thực vật có mạch trong họ Woodsiaceae. Loài này được Windham miêu tả khoa học đầu tiên năm 1993.